# Avoca (Arkansas)
Avoca – miasto w Stanach Zjednoczonych, w stanie Arkansas, w hrabstwie Benton.